# Cycas thouarsii
Cycas thouarsii — вид голонасінних рослин класу саговникоподібні (Cycadopsida).
Етимологія: вшанування французького ботаніка Луї-Марі Обер дю Петі-Туар (фр. Louis-Marie Aubert du Petit-Thouars, 1758—1831).

## Опис
Стебла деревовиді, до 4 м заввишки. Листки темно-зелені, напівглянсові, довжиною 150–210 см. Пилкові шишки веретеновиді, від оранжевого до коричневого кольору (бліді). Мегаспорофіли 29–32 см завдовжки, жовто-повстяні. Насіння яйцевиде, 50–60 мм; саркотеста помаранчево-коричневого кольору.

## Поширення, екологія
Країни поширення: Коморські острови; Кенія; Мадагаскар; Майотта; Мозамбік; Сейшельські острови; Танзанія. Росте від рівня моря до 200 м. Рослини ростуть у відкритих рідколіссях або по краях лісу, як правило, поблизу узбережжя. Вони зустрічаються рідко, як окремі особини або невеликі групи. Кількість опадів коливається від 1000 до 3000 мм на рік. Як правило, росте на піску або на коралових утвореннях.

## Загрози та охорона
Немає великих загроз цьому виду, хоча рослини були порушені колекціонерами, і в прибережних районах (зростання міст-курортів) і розширення сільськогосподарського виробництва. Рослини, можливо, є в англ. Saadani National Park в Танзанії.

## Галерея

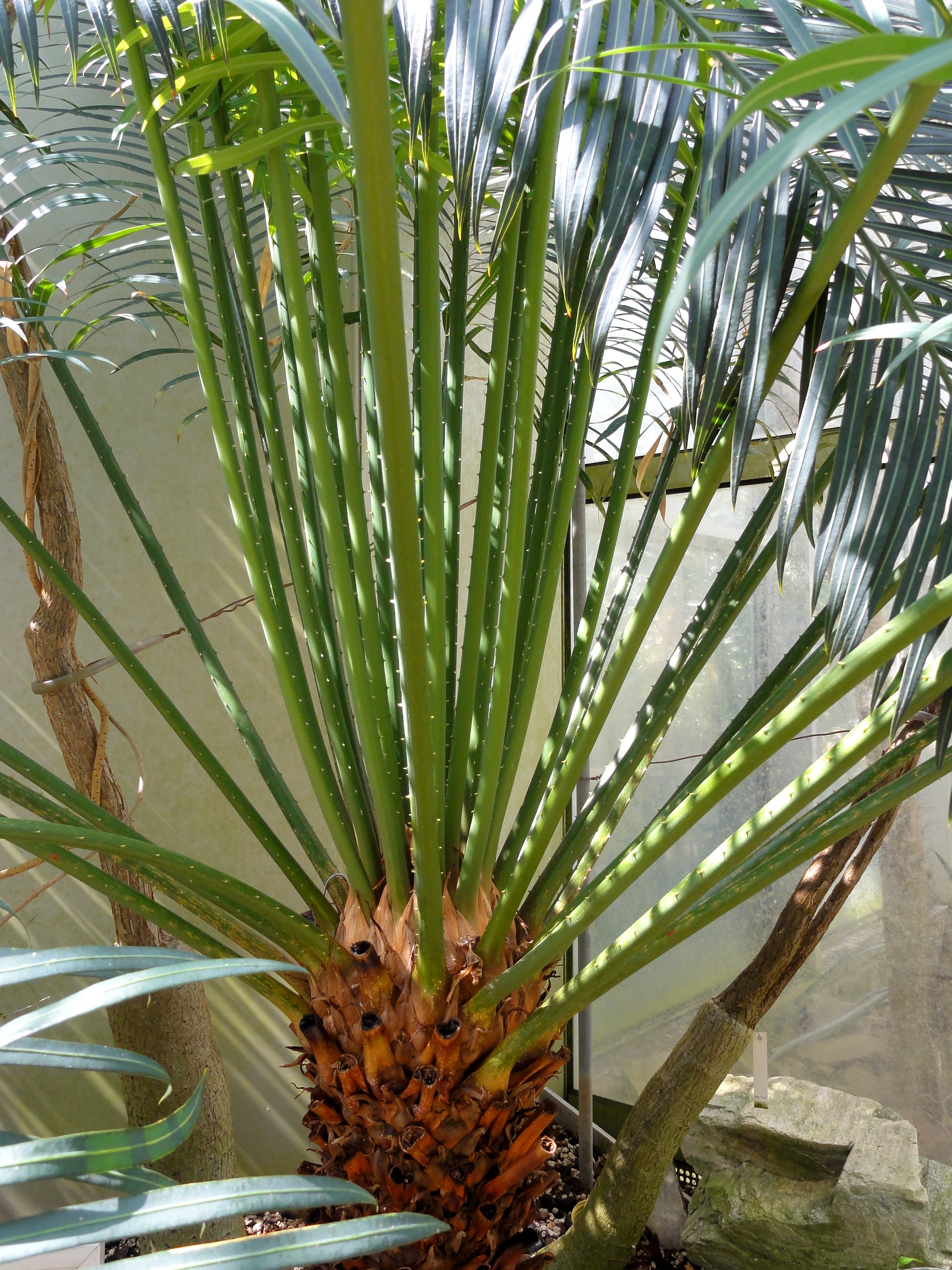
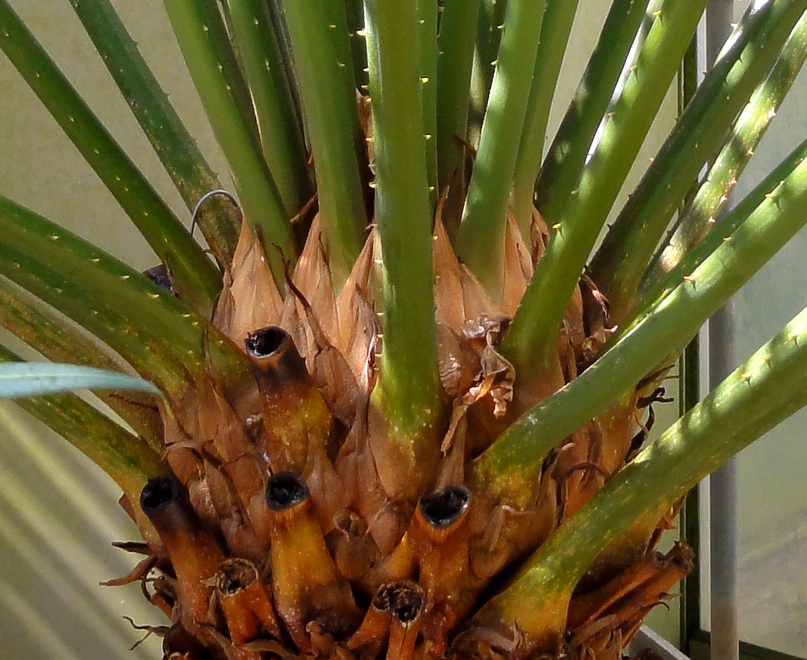
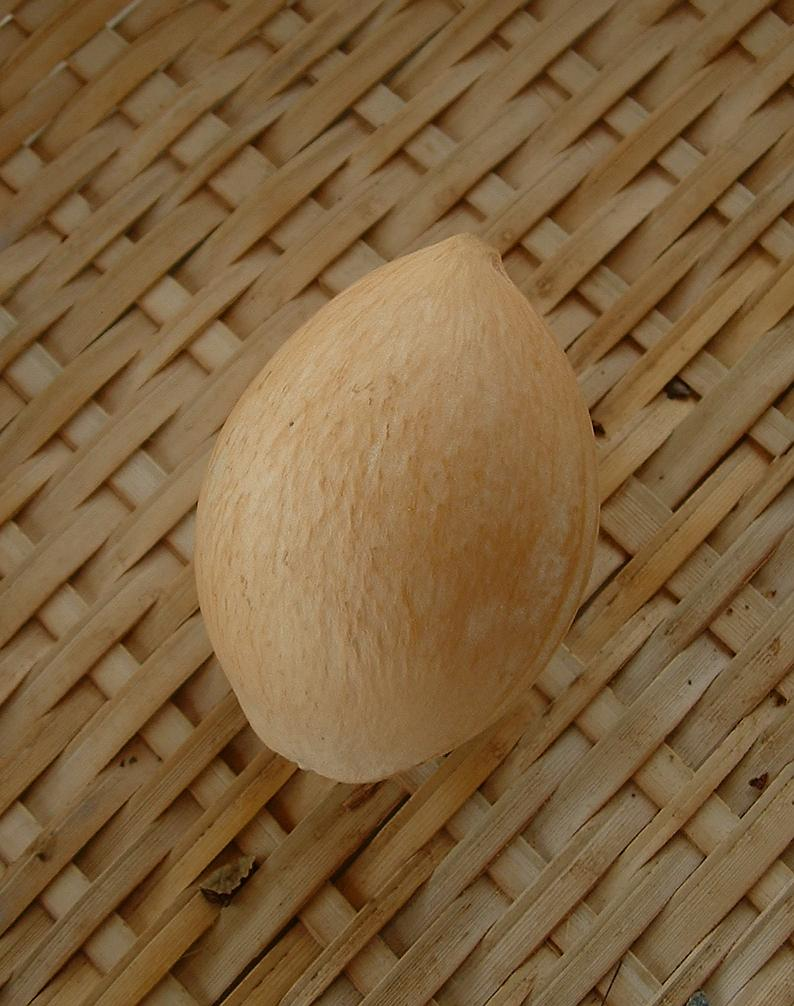
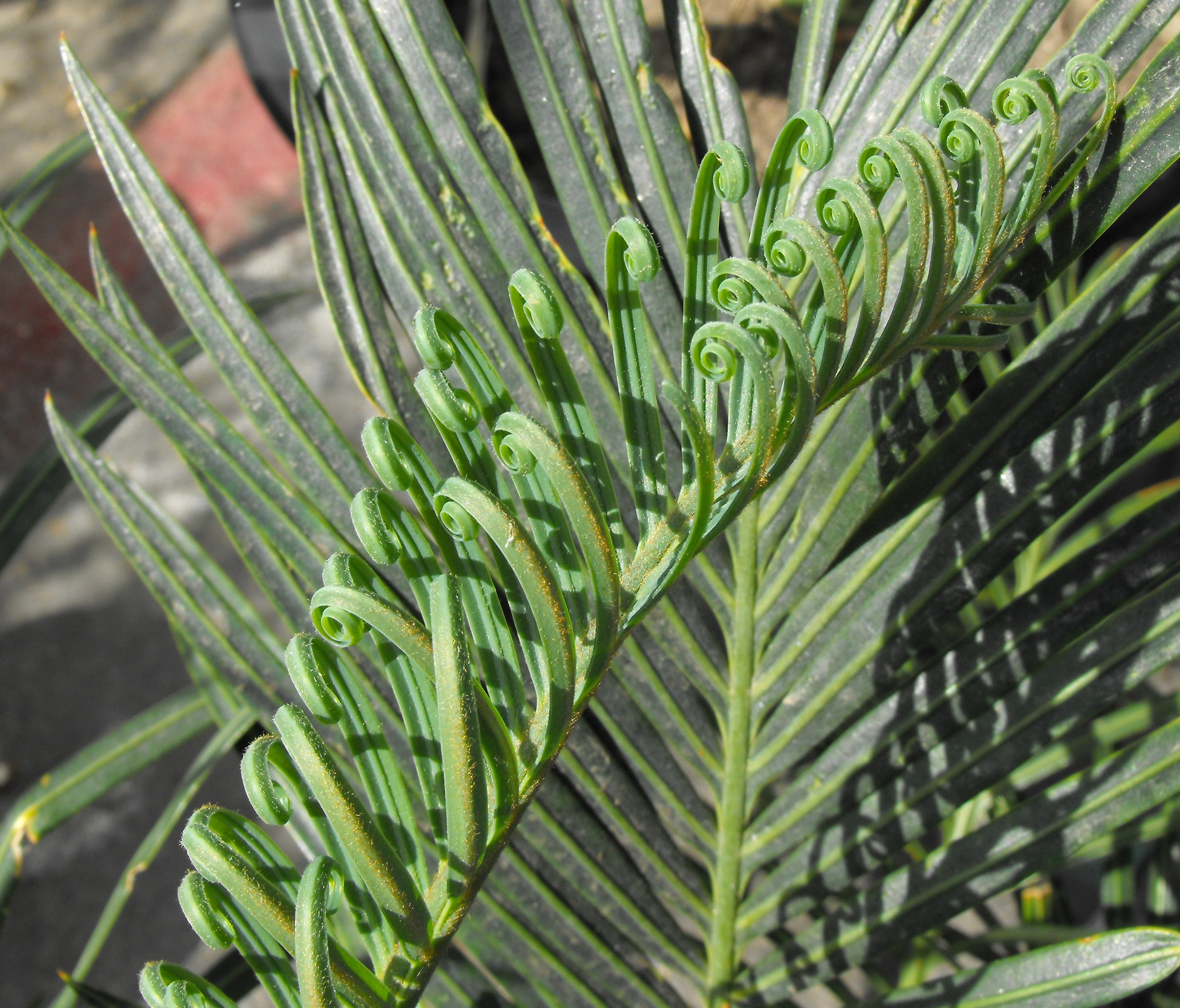
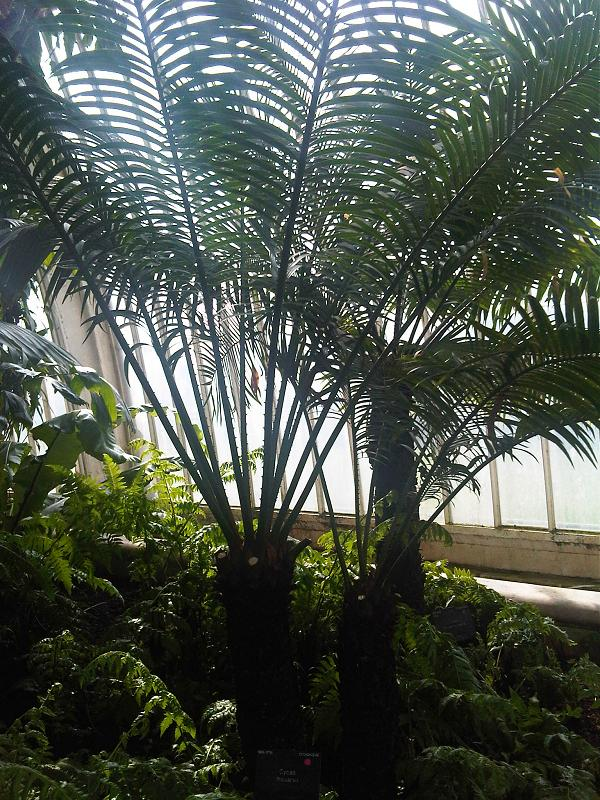
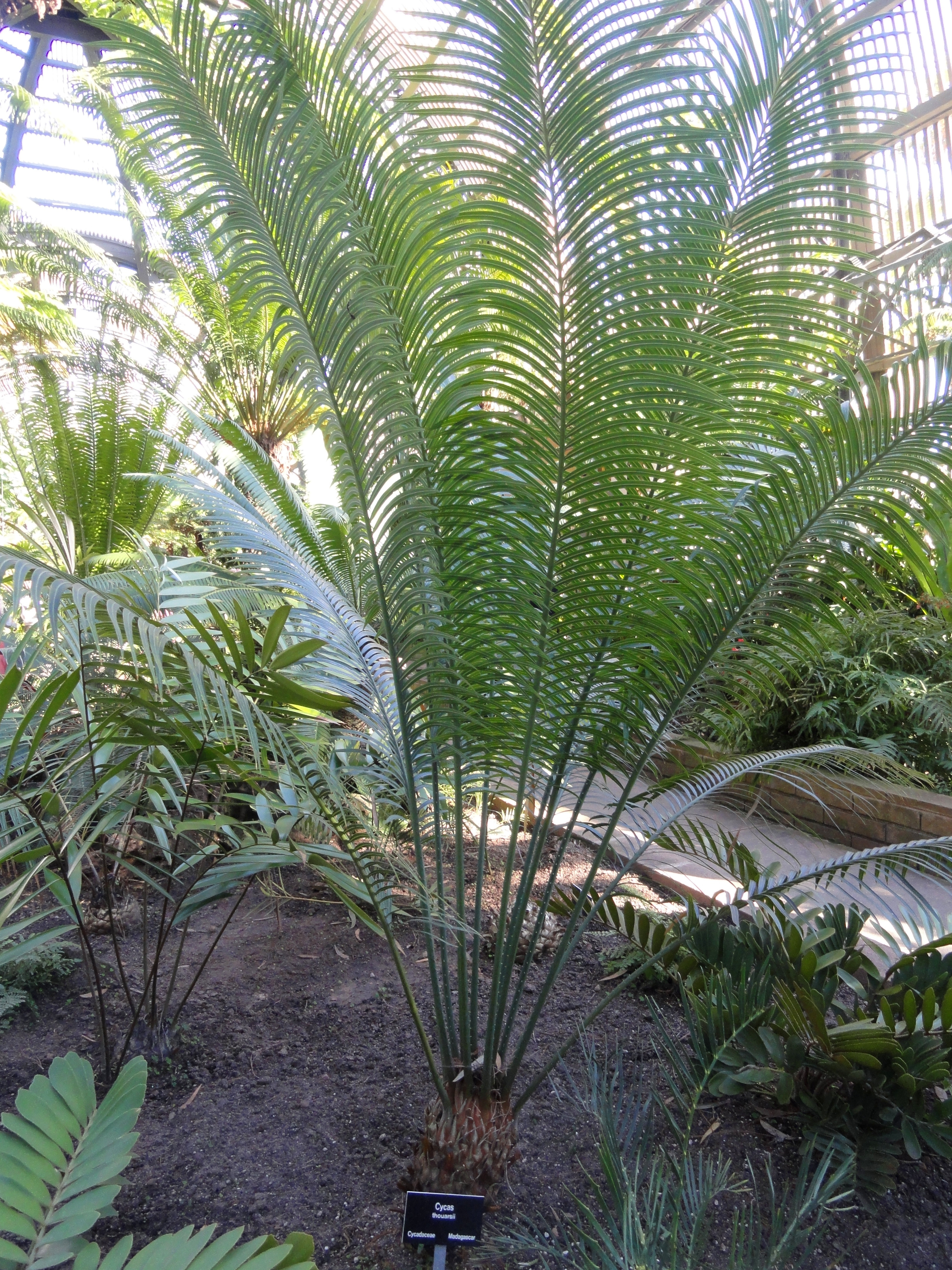

| Шишки секвоядендрону | Це незавершена стаття про голонасінні. Ви можете допомогти проєкту, виправивши або дописавши її. |